# Чи-Хо
Тип 98 Чи-Хо — прототип японского среднего танка, разработанный по приказу Императорской армии Японии. Всего было завершено четыре прототипа. Два были построены в 1940 году, ещё два собраны в 1941 году. В серийное производство танк не пошёл.

## История и разработка
В конце 1930-х годов Императорская армия находилась в поисках преемника быстро устаревавшего среднего танка Тип 89. Экспериментальный танк Тип 97 Чи-Ни считался отвечающим требованиям «легкого и недорогого танка, производство которого может быть развернуто в большом количестве», в то время как Чи-Ха (позднее Тип 97 Чи-Ха) считался более эффективной боевой машиной, отвечавшей запросам военных. С началом японо-китайской войны 7 июля 1937 года бюджетные ограничения мирного времени были сняты, и более эффективная и дорогая модель танка Чи-Ха фирмы Mitsubishi была принята в качестве нового среднего танка под индексом Тип 97. 
Однако Генеральный штаб армии не отказался от идеи создания более компактного и более легкого среднего танка и, таким образом, началась разработка Тип 98 Чи-Хо.

## Устройство

### Внешнее устройство
- Башня внешне похожа на позднее разработанную башню танка «Шинхото Чи-Ха».
- Отсутствовала установка для зенитного пулемёта на башне. Единственный пулемёт был размещён в передней части башни слева.
- Вооружён экспериментальным 47-мм танковым орудием Тип 1.
- На каждой стороне было 5 колес с использованием той же подвески, что и на других японских танках.
- Сзади смонтированы «салазки» для преодоления траншей.
- Глушитель был помещен в задней левой части танка.